# Малый Песчаный переулок
Ма́лый Песча́ный переу́лок — улица в Северном административном округе города Москвы на границе посёлка Сокол, расположенного в одноимённом районе.

## Положение улицы
Переулок расположен между улицей Врубеля и улицей Алабяна. На большей части переулка движение одностороннее в сторону улицы Алабяна. Нумерация домов начинается от улицы Алябяна.

## История
Появился этот переулок ещё в XIX веке. Тогда он проходил по границе подмосковного села Всехсвятского. С запада от него находилась Большая Всехсвятская роща. С XIX века северо-восточнее переулка находилось сельское кладбище Всехсвятского, носившее название «Арбатец». Между 1903 и 1908 годами на переулке был построен кирпичный дом, сохранившийся до наших дней (ныне его занимает храм преподобномучениц Елизаветы и инокини Варвары). После революции переулок оказывается в черте Москвы. В 1920-х годах на месте Большой Всехсвятской рощи, сильно пострадавшей после урагана 1911 года, строятся дома посёлка «Сокол». В 1950—1960-х годах северо-восточная сторона переулка была застроена многоэтажными жилыми домами.

## Происхождение названия
Переулок получил название в XIX веке по характеру грунта. Он был назван Малым Песочным, так как он был малым по отношению к Большому Песочному переулку (ныне Песчаный переулок). В 1922 году переулок получил своё сегодняшнее название Малый Песчаный.

## Здания и сооружения
По нечётной стороне:
- Посёлок «Сокол»
  - № 5 — Мастерская архитектора О. А. Карлсона[2]
  - № 7 — Жилой дом (1931, архитектор И. И. Кондаков), объект культурного наследия регионального значения[3]. Здесь в 1933—1966 годах жил конструктор стрелкового оружия В. Г. Фёдоров. 15 мая 1975 года на фасаде дома была торжественно открыта мемориальная доска (архитектор В. А. Орбачевский)[4][5]. В 2000-х годах дом был перестроен. Мемориальная доска сохранилась, но не видна с улицы из-за высокого забора.

По чётной стороне:
- № 2 — Жилой дом 1958 года постройки. Первоначально — № 12/16. Квартиры в доме давались сотрудникам московских проектных и строительных организаций: архитекторам и инженерам-строителям. В доме жил архитектор-реставратор Л. Н. Ненаглядкин[6].
- № 2а — Храм преподобномучениц Елизаветы и инокини Варвары на Соколе.
- № 4а — Корпус школы № 1252 имени Сервантеса, построенный в 2022 году[7][8]. Ранее на этом месте был детский сад № 807, построенный в 1964 году[9].

## Транспорт

### Наземный транспорт
По переулку общественный транспорт не ходит.

### Ближайшие станции метро
- Сокол